# Une vie de chien (film, 1918)
Pour les articles homonymes, voir Une vie de chien.
Pour plus de détails, voir Fiche technique et Distribution.
Une vie de chien (A Dog's Life) est le premier film de Charlie Chaplin en tant que producteur au sein de la First National ; il fut tourné dans ses studios en février/mars 1918.

## Synopsis
Toujours errant, Charlot prend soin d'un chien blanc, lui aussi errant. L'animal le lui rend bien en chipant des saucisses et en creusant le sol où un portefeuille plein de billets a été enterré. le vagabond dépense l'argent dans un dancing mais les voleurs qui avaient précédemment caché le portefeuille comprennent qu'il l'a découvert et veulent le récupérer. Après une poursuite et des combats épiques, les voleurs sont arrêtés et Charlot peut épouser la jeune chanteuse rencontrée au dancing. Ils s'installent alors dans une ferme, veillant avec tendresse sur les chiots de l'animal qu'ils ont gardé avec eux.

## Fiche technique
- Titre original : A dog's life
- Titre français : Une vie de chien
- Réalisation et scénario : Charlie Chaplin
- Assistant réalisateur : Charles Reisner (non crédité)
- Directeur de la photographie : Roland Totheroh
- Société de production : First National Pictures
- Société de distribution : First National Pictures
- Genre : Comédie
- Pays de production :  États-Unis
- Sortie : 14 avril 1918
- Durée : 35 minutes

## Distribution
- Charlie Chaplin : le vagabond
- Edna Purviance : la chanteuse
- Tom Wilson : le policier
- Chuck Reisner : le costaud
- Henry Bergman : le vaurien et la grosse dame pleureuse
- Billy White : le patron du café
- Sydney Chaplin : le camelot
- Albert Austin : le type assommé
- James T. Kelley : l'escroc
- Janet M. Sully : une chanteuse
- Loyal Underwood : le nain
- Charles Reisner : le joueur de tambour
- Mut : le chien Scraps